# Az Egyesült Királyság himnusza

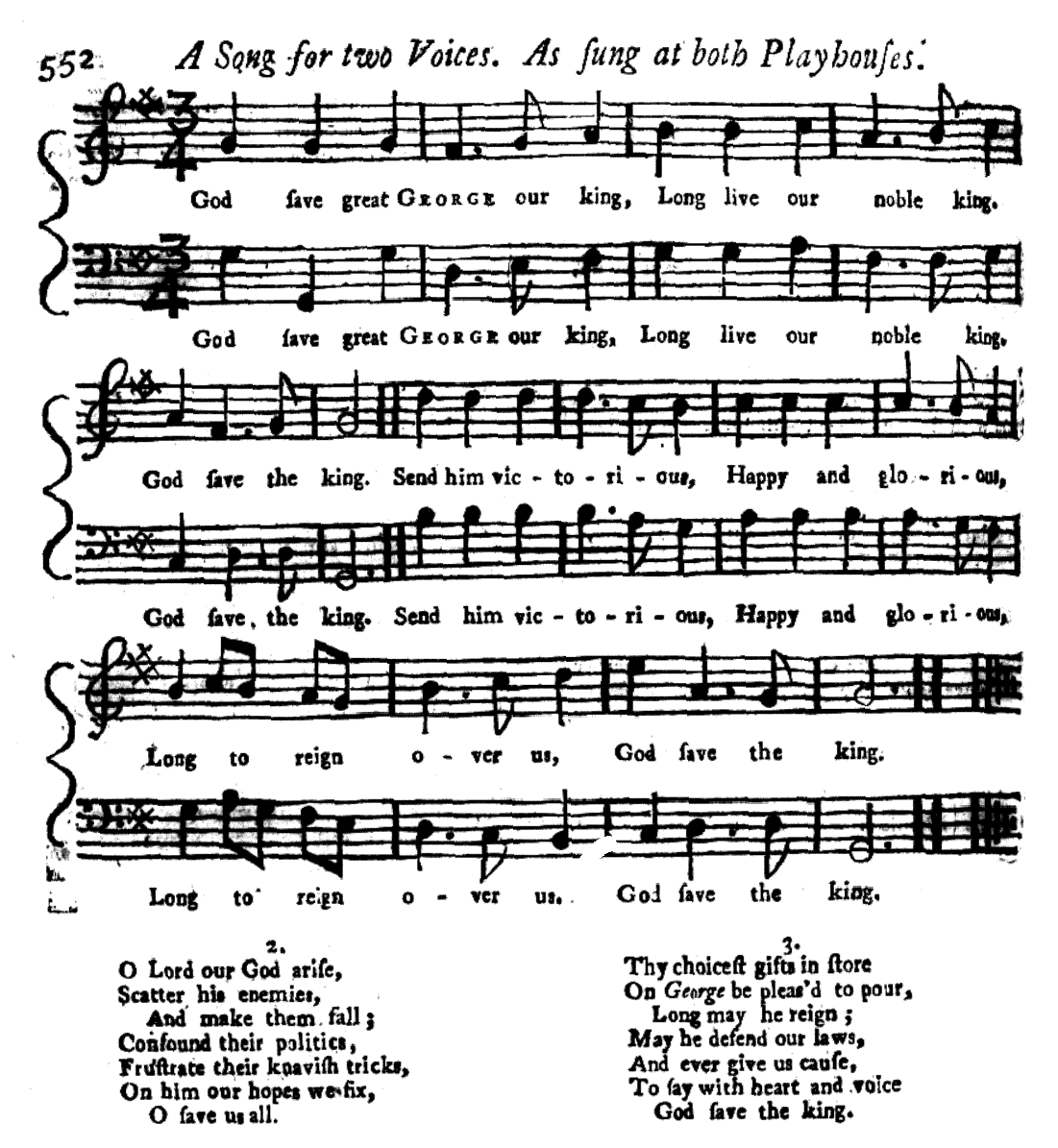
A himnusz egyik legkorábbi szövege és kottája

A God Save the King (magyarul: Isten óvja a királyt) az Egyesült Királyság hagyományosan használt nemzeti himnusza. Ezen felül hivatalosan Anglia és Észak-Írország nemzeti dala is, Új-Zéland két hivatalos himnusza közül az egyik, bizonyos változtatásokkal Kanada királyi himnusza, és a Nemzetközösség államainak nemzeti éneke. A God Save the King ezen felül a brit királyi család királyi himnusza is. Szövegét Henry Carey írta, és abban az időben, amikor a brit trónon nő ül, a dal első sora a God Save the Queen (magyarul: Isten óvja a királynőt) szavakra változik. Értelemszerűen a dal szövegében a King szó mindenhol Queen-re, a hímnemű személyes névmások pedig a megfelelő nőneműekre módosulnak.
A himnusz dallamának eredete nem ismert. Feltételezések szerint a 17-18. századi templomi énekek egyikéből alakulhatott ki. Sokan John Bull (1619) nevéhez kötik az eredetét, mert művének számos hasonlósága van a mai változattal; más források Henry Purcell műveivel hozzák kapcsolatba, de a 19. századi tanítók egy régi skót karácsonyi dallal, a „Remember O Thou Man” cíművel hozták kapcsolatba. Az első publikált változata az 1744-ben a Thesaurus Musicus-ban jelent meg, ami népszerű lett Angliában és Skóciában, és a következő évben azt a Gentleman's Magazine publikálta. A kézirat dallama számos ponton eltér a ma használatos dallamtól, már az első ütemben, de ezen túl nagyrészt megfelel a korabeli himnusznak. Az első hangrögzítése 1745-ben egy londoni színházban történt. A hivatalosan javasolt álláspont a „tradicionális” vagy „tradicionális, legkorábban ismert verzió John Bull (1562-1628)”.
A himnusz legérdekesebb tulajdonsága, hogy nincsen egyetlen hivatalosan elfogadott verziója sem. Tehát sem a királyi hivatalok, sem a parlament nem határozta meg a himnusz hivatalos szövegét, énekét, formáját. Leggyakrabban csak első két versszakát éneklik. Első három versszaka a következő:

## Szövege
| Magyarul | Angolul |
| --- | --- |
| Isten, óvd kegyes királyunkat, Éljen soká nemes királyunk, Isten óvd a királyt: Adj neki győzedelmes, Boldog és dicsőséges, Hosszú uralmat: Isten, óvd a királyt. Ó, Urunk, Istenünk, emelkedj fel, Ijeszd el ellenségeit És pusztítsd el őket! Zavard össze terveiket, Hiúsítsd meg aljas cselszövéseiket, Benned bízunk: Ments meg Urunk, minket. A legszebb ajándékaiddal Halmozd el bőséggel; Legyen uralma hosszú: Védje meg törvényeinket, És mindig adjon okot, Hogy szívünkből énekeljük hangosan: Isten óvja a királyt! | God save our gracious King, Long live our noble King, God save the King: Send him victorious, Happy and glorious, Long to reign over us: God save the King. O Lord, our God, arise, Scatter his enemies, And make them fall. Confound their politics, Frustrate their knavish tricks, On thee our hopes we fix: God save us all. Thy choicest gifts in store, On him be pleased to pour; Long may he reign: May he defend our laws, And ever give us cause To sing with heart and voice: God save the King! |